# Mariano (Fußballspieler, 1993)
Mariano, mit vollem Namen Mariano Díaz Mejía (* 1. August 1993 in Barcelona), ist ein spanisch-dominikanischer Fußballspieler.

## Karriere

### Verein
Mariano begann seine Karriere beim FC Badalona. Für Badalona debütierte er im August 2011 in der Segunda División B. Noch im selben Jahr wechselte er in die Jugend von Real Madrid. Im September 2012 spielte er erstmals für die Drittmannschaft Reals in der dritthöchsten spanischen Liga.
Im Januar 2014 debütierte er für Real Madrid Castilla in der Segunda División. Es blieb sein einziges Spiel für Castilla in der Saison 2013/14. Mit Reals Zweitmannschaft musste er in jener Saison in die Segunda División B absteigen.
Nachdem er in der Saison 2014/15 auf zehn Einsätze gekommen war, in denen er fünf Treffer erzielt hatte, kam er in der folgenden Saison auf 29 Spiele, in denen er 25 Tore erzielte.
Zur Saison 2016/17 wurde er in den Profikader hochgezogen. Im August 2016 stand er gegen Real Sociedad schließlich erstmals im Kader von Real Madrid. Sein Debüt in der Primera División gab er am zweiten Spieltag der Saison 2016/17 gegen Celta Vigo.
Zur Saison 2017/18 wechselte er nach Frankreich zu Olympique Lyon.
Ende August 2018 kehrte Mariano zu Real Madrid zurück. Er unterschrieb einen Vertrag mit einer Laufzeit bis zum 30. Juni 2023.
Im September 2023 schloss er sich dem FC Sevilla an. Nach einem Jahr Vereinslosigkeit wechselte er im August 2025 zu Deportivo Alavés.

### Nationalmannschaft
Mariano entschied sich zunächst, für die Dominikanische Republik zu spielen. Er gab im März 2013 in einem Testspiel gegen Haiti sein Debüt und erzielte einen Treffer. Um sich auf seine Vereinskarriere zu konzentrieren und sich Einsätze für die spanische Nationalmannschaft offen zu halten, spielte Mariano in der Folge nicht mehr für die Dominikanische Republik.

## Titel
International
- Champions-League-Sieger (2): 2017, 2022
- Klub-Weltmeister (2): 2016 (ohne Einsatz), 2022

National
- Spanischer Meister (3): 2017, 2020, 2022
- Spanischer Supercupsieger: 2020

## Persönliches
Mariano wurde als Sohn eines Spaniers und einer Dominikanerin in Barcelona geboren.